# Хлопчики повертаються
Хлопчики повертаються (англ. The Boys Are Back) — драма 2009 року.

## Сюжет
Ця історія сталася в південній Австралії. Після смерті дружини спортивний репортер Джой Варрі, всупереч намірам тещі, вирішує взяти на себе всю відповідальність за виховання шестирічного сина. У той же час з Англії приїжджає його старший син від першого шлюбу. Тепер Джою доведеться заново пізнавати своїх дітей і вчитися бути батьком, а хлопцям треба навчитися приймати відповідальні рішення в їх житті, щоб жити разом.